# Улица Радищева (Иваново)
У́лица Ради́щева — улица города Иванова. Располагается во Фрунзенском районе. Проходит с запада на восток начиная от улицы Некрасова и заканчивая на Лежневской улице.

## Происхождение названия
Образована в 1952 году и названа в честь Радищева А. Н. (1749—1802) — русского писателя, революционного просветителя, философа-материалиста.

На пересечении с улицей Некрасова

## Здания и объекты
Застройка состоит из многоэтажных жилых домов советской планировки 1950—1960 годов. На участке между Ташкентской улицей и Лежневской к улице Радищева территориально прилегает Авиаремонтный завод № 308 и Ивановский автотранспортный колледж.
- ФГУП «Ивановское протезно-ортопедическое предприятие»
- Ивановская автоколонна № 1163.

## Транспорт
Маршрутное такси № 30Б.